# جکی پرتوریوس
جیکوبوس «جکی» پرِتوریوس (انگلیسی: Jacobus "Jackie" Pretorius؛ زادهٔ ۲۲ نوامبر ۱۹۳۴، درگذشتهٔ ۳۰ مارس ۲۰۰۹ در ژوهانسبورگ) رانندهٔ مسابقات اتومبیل‌رانی فرمول یک اهل آفریقای جنوبی بود که در فصل‌های ۱۹۶۵، ۱۹۶۸، ۱۹۷۱ و ۱۹۷۳ در مجموع در چهار گراند پری شرکت کرد، اما موفق به کسب هیچ امتیازی نشد.
پرتوریوس در ۳۰ مارس ۲۰۰۹ بر اثر رفتن به کما پس از حملهٔ سارقین به او در خانه‌اش و پس از باقی ماندن در کما برای سه هفته در ژوهانسبورگ درگذشت.